# 1908 en musique
| \| • Retour à la chronologie générale de la musique populaire • \| |
| XXIe siècle • XXe siècle • XIXe siècle • XVIIIe siècle XVIIe siècle • XVIe siècle • XVe siècle • XIVe siècle XIIIe siècle • XIIe siècle • XIe siècle • Xe siècle IXe siècle • VIIIe siècle • Haut Moyen Âge • Rome • Grèce |
| • Retour à la chronologie générale de la musique populaire • |

| • Retour à la chronologie générale de la musique populaire • |

| Années de la musique populaire : 1905 - 1906 - 1907 - 1908 - 1909 - 1910 - 1911    |
| Décennies de la musique populaire : 1870 - 1880 - 1890 - 1900 - 1910 - 1920 - 1930 |

Cet article présente les faits marquants de l'année 1908 en musique.

## Évènements et œuvres
- Juillet-août : Billy Murray et Ada Jones enregistrent Cuddle Up a Little Closer, Lovey Mine[1].
- 9 septembre : Le Haydn Quartet enregistre Take Me Out to the Ball Game, une chanson de Jack Norworth et Albert Von Tilzer[2].
- 10 septembre : La Columbia Phonograph Company introduit les disques double face (« deux disques pour le prix d'un ») dans son catalogue de 120 pages qui en contient plus de sept cents. Victor fera de même environ un an plus tard[3].
- Novembre : Thomas Edison introduit les cylindres phonographiques Amberol, en cire, avec une durée de lecture pouvant aller jusqu'à 4 minutes 30[3].
- Création d'Elle était souriante, une chanson signée Raoul Georges et Dufleuve.
- Vers 1908 : Andres Huesca réalise le plus ancien enregistrement connu de La bamba, sous le titre El jarabe Veracruzano (« Le Mariage à Vera Cruz »)[4].

## Naissances
- 26 janvier : Stéphane Grappelli, violoniste et pianiste de jazz français († 1er décembre 1997).
- 28 janvier : Paul Misraki, compositeur et parolier français († 29 octobre 1998).
- 13 avril : Bob Nolan, chanteur et compositeur de musique country, et acteur canadien († 16 juin 1980).
- 16 avril : Ray Ventura, chef d'orchestre, compositeur, arrangeur musical, éditeur de musique et producteur de cinéma français († 29 mars 1979).
- 20 juillet : La Niña de La Puebla, chanteuse espagnole († 14 juin 1999).
- 19 août : Abdul Rashid Khan, chanteur indien de khyal († 18 février 2016).
- 2 novembre : Bunny Berigan, chanteur et trompettiste de jazz américain († 2 juin 1942).
- 12 décembre : Gustav Ernesaks, compositeur et chef de chœur estonien († 24 janvier 1993).
- 25 décembre : Alton Delmore, chanteur et guitariste américain, membre des Delmore Brothers († 8 juin 1964).